# Idiocerus koreanus
Idiocerus koreanus är en insektsart som beskrevs av Matsumura 1915. Idiocerus koreanus ingår i släktet Idiocerus och familjen dvärgstritar. Inga underarter finns listade i Catalogue of Life.